# Łuskwiak śluzowaty

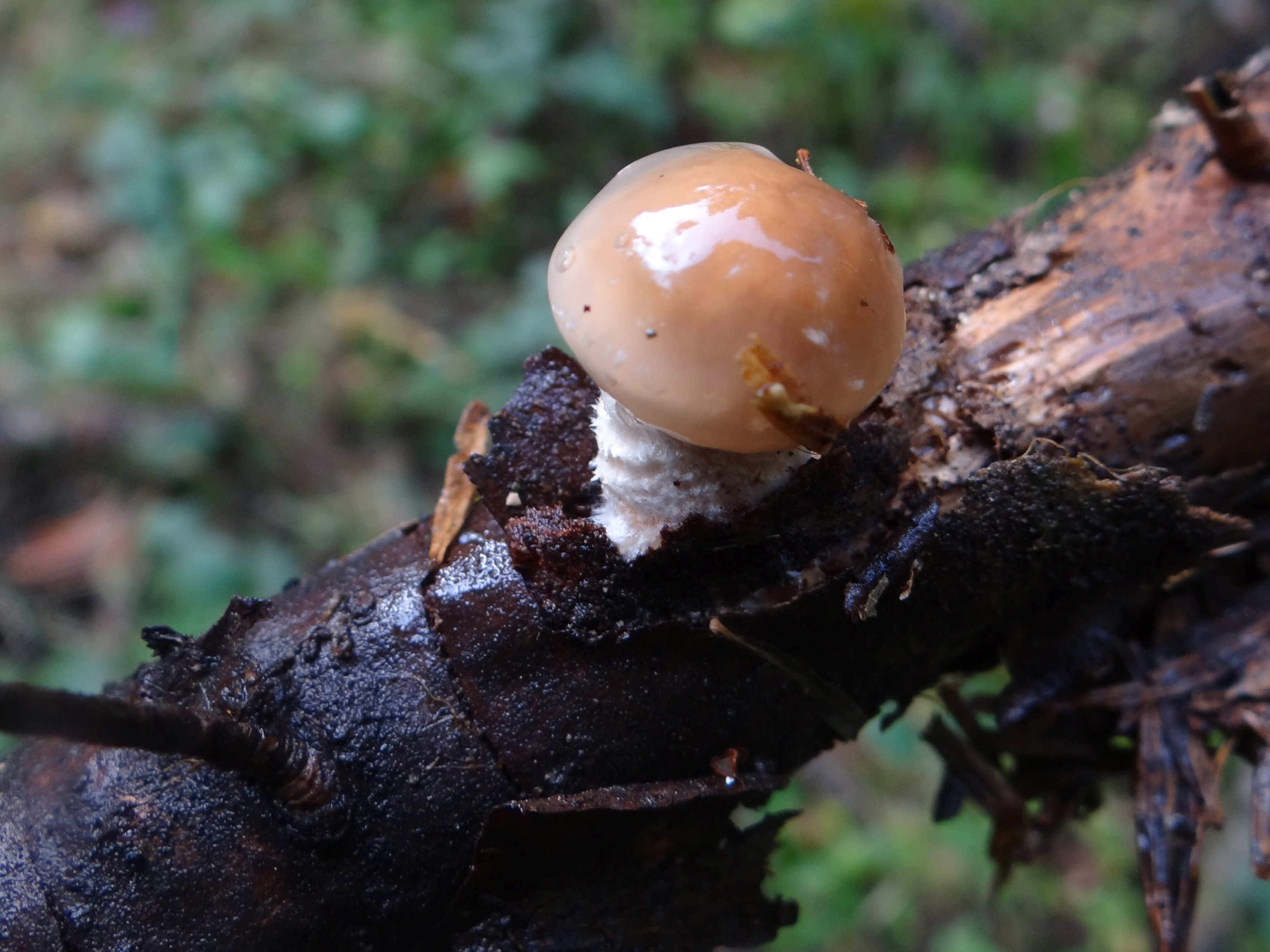
Młody okaz

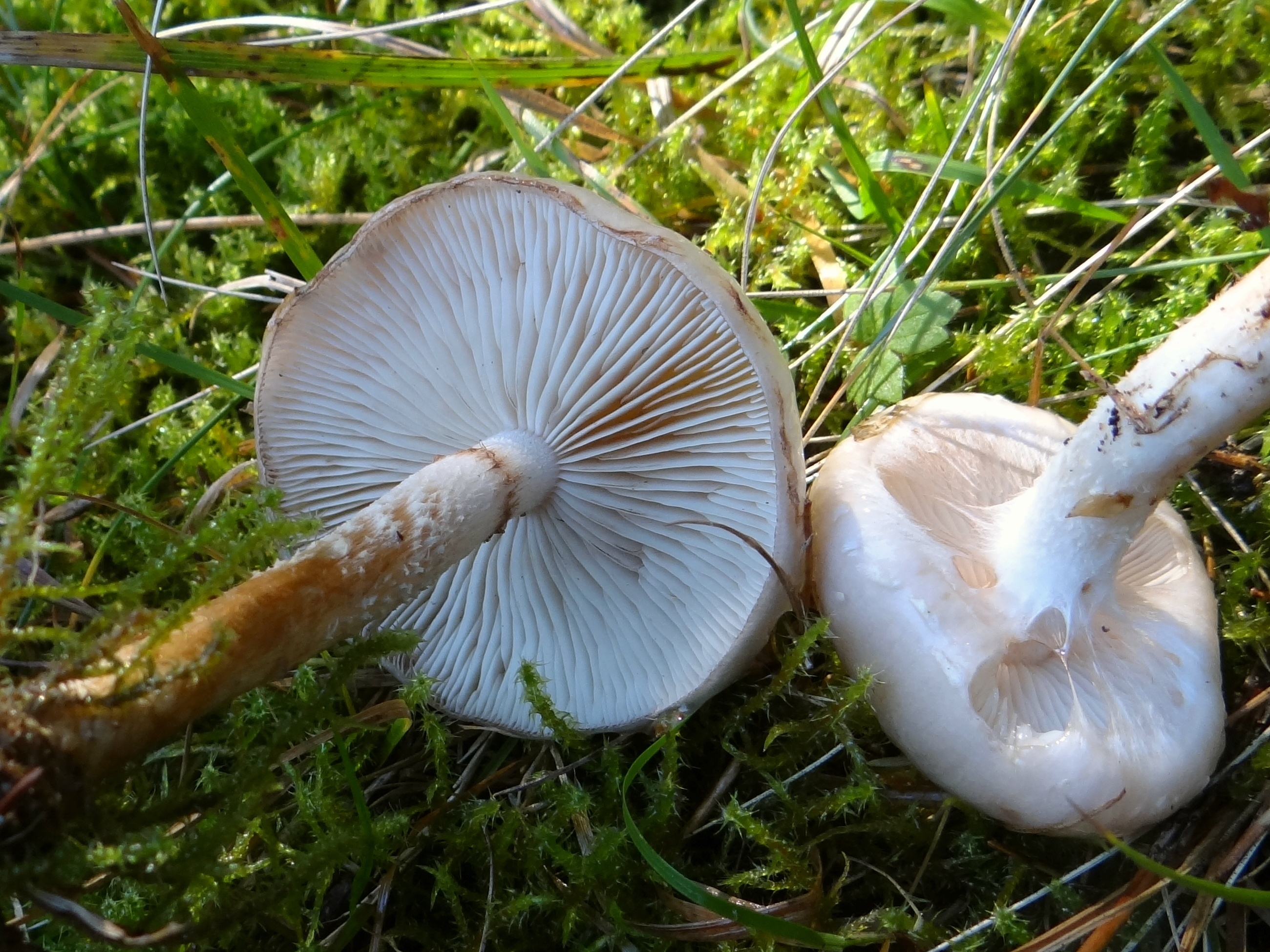
Blaszki częściowo zasłonięte zasnówką

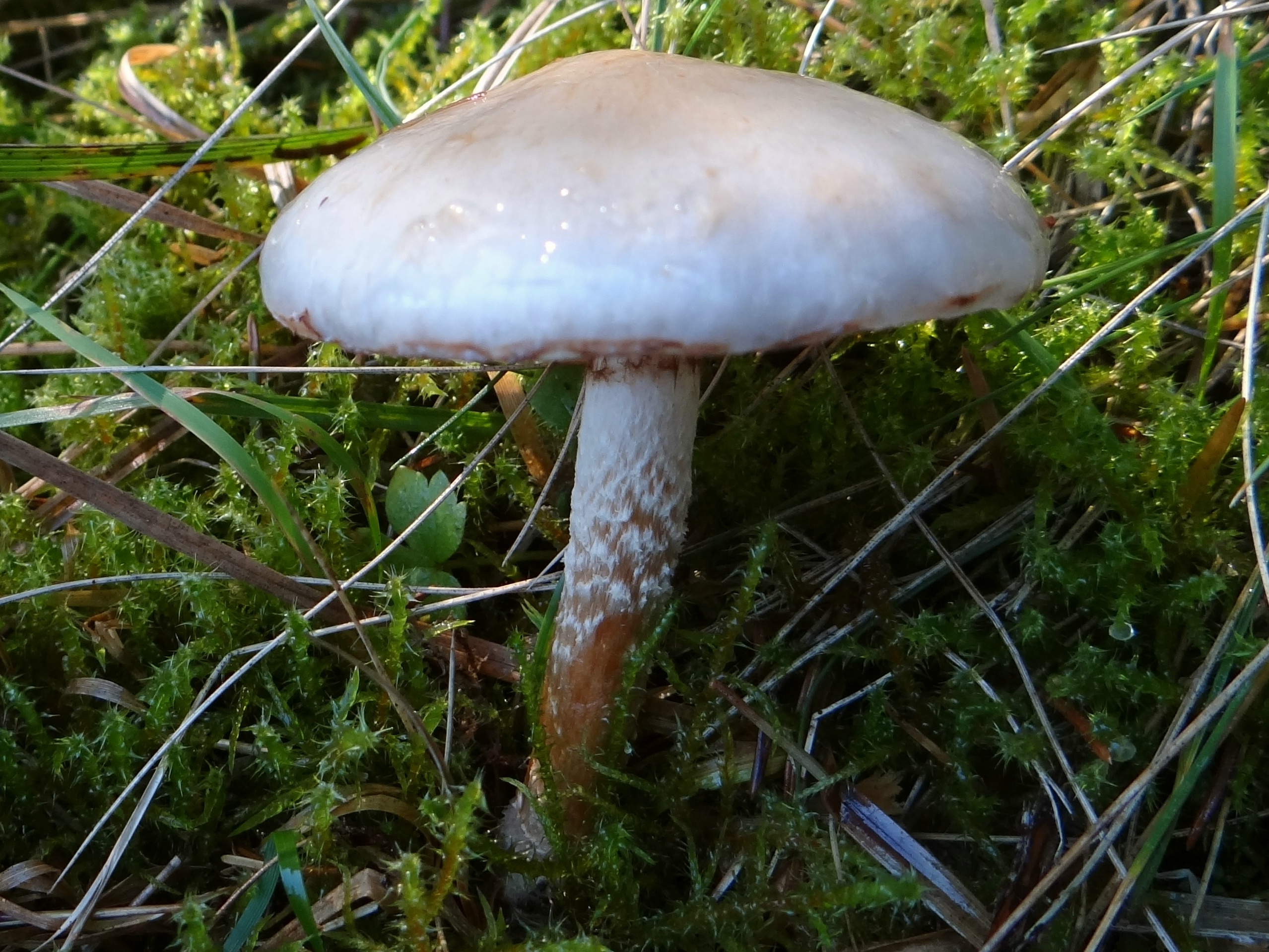

Łuskwiak śluzowaty (Pholiota lenta (Pers.) Singer) – gatunek grzybów należący do rodziny pierścieniakowatych (Strophariaceae).

## Systematyka i nazewnictwo
Pozycja w klasyfikacji według Index Fungorum: Pholiota, Strophariaceae, Agaricales, Agaricomycetidae, Agaricomycetes, Agaricomycotina, Basidiomycota, Fungi.
Po raz pierwszy takson ten zdiagnozował w 1801 r. Persoon nadając mu nazwę Agaricus lentus. Obecną, uznaną przez Index Fungorum nazwę nadał mu w 1951 r. Rolf Singer.
Niektóre synonimy naukowe:

- Agaricus glutinosus Lindgr. 1845
- Agaricus lentus Pers. 1801
- Agaricus lentus Pers. 1801 var. lentus
- Dryophila lenta (Pers.) Quél. 1886
- Flammula lenta (Pers.) P. Kumm. 1871
- Gymnopilus lentus (Pers.) Murrill 1917
- Hebeloma glutinosum Sacc. 1887

Nazwę polską zaproponował Władysław Wojewoda w 2003 r. W polskim piśmiennictwie mykologicznym grzyb ten opisywany był jako płomiennica jasnogliniasta.

## Morfologia
Kapelusz
Średnica 3–10 cm. U młodych osobników jest łukowaty i zamknięty, później płaskołukowaty, a w końcu płaski. Brzeg podwinięty nawet u starszych owocników. Powierzchnia biaława, kremowa lub ochrowa, na środku ciemniejsza. Cały kapelusz jest błyszczący i bardzo śluzowaty, pokryty pływającymi w śluzie resztkami osłony. Starsze owocniki stają się mięsnobrązowe lub gliniastobrązowe, zmywają się z nich resztki osłony i stają się nagie. Można je wówczas pomylić z włośniankami lub zasłonakami.
Blaszki grzyba
Początkowo bladooliwkowożółte, później gliniastobrązowawe. U młodych owocników zasłonięte są zasnówką.
Trzon
Wysokość 4–9 cm, grubość do 1,3 cm, walcowaty. Posiada zasnówkowatą strefę pierścieniową, powyżej której jest białawy i gładki, poniżej brązowawy i włóknisto-łuskowaty.
Miąższ
Kremowobiały, w smaku łagodny lub gorzkawy. Zapach podobny do rzodkwi.
Zarodniki
Eliptyczne lub jajowate, gładkie, o rozmiarach 6–8,5 × 3,5–4 μm.

## Występowanie i siedlisko
Występuje w Ameryce Północnej, Europie, Australii i Nowej Zelandii oraz Azji (tutaj opisano jego występowanie tylko w Japonii). W Europie Środkowej występuje dość często, W Polsce prawdopodobnie też jest dość częsty.
Rośnie w wilgotnych lasach różnego typu na ziemi, na próchniejącym drewnie. Szczególnie często spotykany jest pod bukami. Owocniki pojawiają się od lata do pierwszych przymrozków, czasami (rzadko) również na wiosnę.

## Znaczenie
Grzyb jadalny. Ani w Polsce, ani w innych krajach świata przez grzybiarzy nie jest jednak zbierany, wyjątek stanowi Meksyk, w którym grzyb ten jest zbierany w celach spożywczych.

## Gatunki podobne
- łuskwiak słomkowy (Pholiota gummosa), ale ma kapelusz żółtawy z zielonawym odcieniem, a miąższ zielonożółty[4].
- muchomornica śluzowata (Limacella illinita). Ma gładki trzon.